# Gertrud Herzog-Hauser
Gertrud Herzog-Hauser (* 15. Juni 1894 in Wien, Österreich-Ungarn; † 9. Oktober 1953 ebenda, Österreich) war eine österreichische Klassische Philologin.

## Leben
Gertrud Herzog studierte Klassische Philologie, Germanistik und Philosophie in Wien und Berlin, wo sie unter anderem Ulrich von Wilamowitz-Moellendorff hörte. Am 22. Dezember 1916 wurde sie in Wien bei Ludwig Radermacher zum Dr. phil. promoviert, 1917 legte sie die Lehramtsprüfung ab.
Nach dem Studium arbeitete Gertrud Herzog als Lehrerin am Mädchengymnasium in der Rahlgasse. Neben dem Unterricht setzte sie ihre fachwissenschaftlichen Studien fort und verfasste zahlreiche Artikel für die Realenzyklopädie der klassischen Altertumswissenschaft. 1932 habilitierte sie sich als erste Frau an der Universität für Klassische Philologie. Seitdem hielt sie Vorlesungen und Übungen am Institut für Klassische Philologie und am Probelehrerseminar ab. Am Mädchengymnasium wurde sie 1937 zur Direktorin ernannt.
Nach dem Anschluss Österreichs durch das Deutsche Reich wurde ihre Laufbahn unterbrochen. Gertrud Herzog-Hauser wurde durch das NS-Regime als Jüdin eingestuft, verlor ihre venia legendi und ihre Direktorenstelle. Vor weiterer Verfolgung und Deportation schützte sie zunächst die Ehe mit dem Künstler Carry Hauser, mit dem sie seit 1922 verheiratet war. Auch ihr Mann hatte aus politischen Gründen seine Stellung verloren. Wie lange ihre sogenannte „Mischehe“ sie vor der Deportation schützen würde, war ungewiss. Darum emigrierte Gertrud Herzog-Hauser 1939 über die Niederlande in die Schweiz, nach ein Stipendium am Somerville College in Oxford, wo sie mit ihrem Mann während des Zweiten Weltkriegs blieb.
Nach ihrer Rückkehr nach Wien erhielt Hauser zwar ihre Lehrbefugnis an der Universität zurück, nicht aber die Direktion des Mädchengymnasiums. Sie ging stattdessen als Lehrerin an das Mädchengymnasium Wenzgasse. An der Universität Wien erhielt sie den Titel „außerordentliche Professorin“, mit dem jedoch kein Gehalt und keine Stimme im Fakultätsrat verbunden war. Ein Ruf an die Universität Innsbruck 1950 kam nicht zustande. Im selben Jahr erlitt Gertrud Herzog-Hauser einen Schlaganfall, an dessen Folgen sie drei Jahre später starb.

## Leistungen
Gertrud Herzog-Hauser ist durch vielfältige Tätigkeiten in verschiedenen Bereichen hervorgetreten. Als hoch qualifizierte Altertumswissenschaftlerin veröffentlichte sie zahlreiche Lexikonartikel und Aufsätze. Ihre Forschungsschwerpunkte waren antike Mythologie und Religion sowie die lateinische Literatur der Antike von Vergil bis Antonius von Padua. Daneben schrieb sie populärwissenschaftliche Beiträge für verschiedene Zeitungen und Zeitschriften ihres Umfeldes und veröffentlichte lateinische Schultextausgaben. Als wegweisend gilt ihr letzter Aufsatz Die Frau in der griechisch-römischen Antike, der 1954 erschien.
Gertrud Herzog-Hauser trat in der Öffentlichkeit entschieden für die Gleichberechtigung der Frau im Schul- und Bildungswesen ein. Ihre Artikel zur Frauenbildung und zur Didaktik der alten Sprachen stießen im männlich dominierten Bildungssektor der 30er Jahre auf Kritik.
Gertrud Herzog-Hauser war Mitglied und langjährige Vorsitzende des Vereins der Schriftstellerinnen und Künstlerinnen, wo sie unter anderem mit Käthe Braun-Prager zusammenarbeitete. Nach ihrem Tod hielt der Verein am 16. Dezember 1953 eine Gedenkstunde für Herzog-Hauser.
Am 12. November 2009 widmete das Gymnasium in der Rahlgasse Gertrud Herzog-Hauser eine Gedenktafel, die im Rahmen eines Symposiums feierlich enthüllt wurde.

## Schriften (Auswahl)
- Altgriechische Liebesgedichte. Wien 1924
- Publius Ovidius Naso: Ausgewählte Dichtungen. Wien 1928. Zahlreiche Nachdrucke
- Soter. Die Gestalt des Retters im altgriechischen Epos. Wien 1931
- Octavia: Fabula praetexta. Wien 1934
- Uit de Vrouwenbrieven van den H. Hieronymus. Herzogenbusch 1941
- Antonius von Padua. Sein Leben und sein Werk. Luzern 1947
- De Godsdienst der Grieken. Roermund 1952